# درغ زمين (تشكدان)
درغ زمین (بالفارسية: درگ زمین) هي قرية تقع في إيران في قسم تشکدان الريفي.